# Toxicocalamus
Genre
Synonymes
- Apistocalamus Boulenger, 1898

Toxicocalamus est un genre de serpents de la famille des Elapidae.

## Répartition
Les 12 espèces de ce genre se rencontrent en Papouasie-Nouvelle-Guinée et en Nouvelle-Guinée occidentale en Indonésie.

## Liste des espèces
Selon The Reptile Database (7 septembre 2015) :
- Toxicocalamus buergersi (Sternfeld, 1913)
- Toxicocalamus ernstmayri O'Shea, Parker & Kaiser, 2015
- Toxicocalamus grandis (Boulenger, 1914)
- Toxicocalamus holopelturus McDowell, 1969
- Toxicocalamus longissimus Boulenger, 1896
- Toxicocalamus loriae (Boulenger, 1898)
- Toxicocalamus mintoni Kraus, 2009
- Toxicocalamus misimae McDowell, 1969
- Toxicocalamus pachysomus Kraus, 2009
- Toxicocalamus preussi (Sternfeld, 1913)
- Toxicocalamus spilolepidotus McDowell, 1969
- Toxicocalamus stanleyanus Boulenger, 1903

## Publications originales
- Boulenger, 1896 : Description of a new genus of Elapine snakes from Woolark Island, British New Guinea. Annals and Magazine of Natural History, sér. 6, vol. 18, p. 152  (texte intégral).
- Boulenger, 1898 : An account of the reptiles and batrachians collected by Dr. L. Loria in British New Guinea. Annali del Museo Civico di Storia Naturale di Genova, sér. 2, vol. 18, p. 694-710 (texte intégral).